# Équipe cycliste Fenix-Deceuninck
L'équipe cycliste Fenix-Deceuninck (anciennement connue comme l'équipe Plantur-Pura) est une équipe cycliste féminine professionnelle belge créée en 2020. Elle court avec une licence WorldTeam depuis 2023.
L'équipe est liée à la formation World Tour masculine Alpecin-Deceuninck.

## Histoire

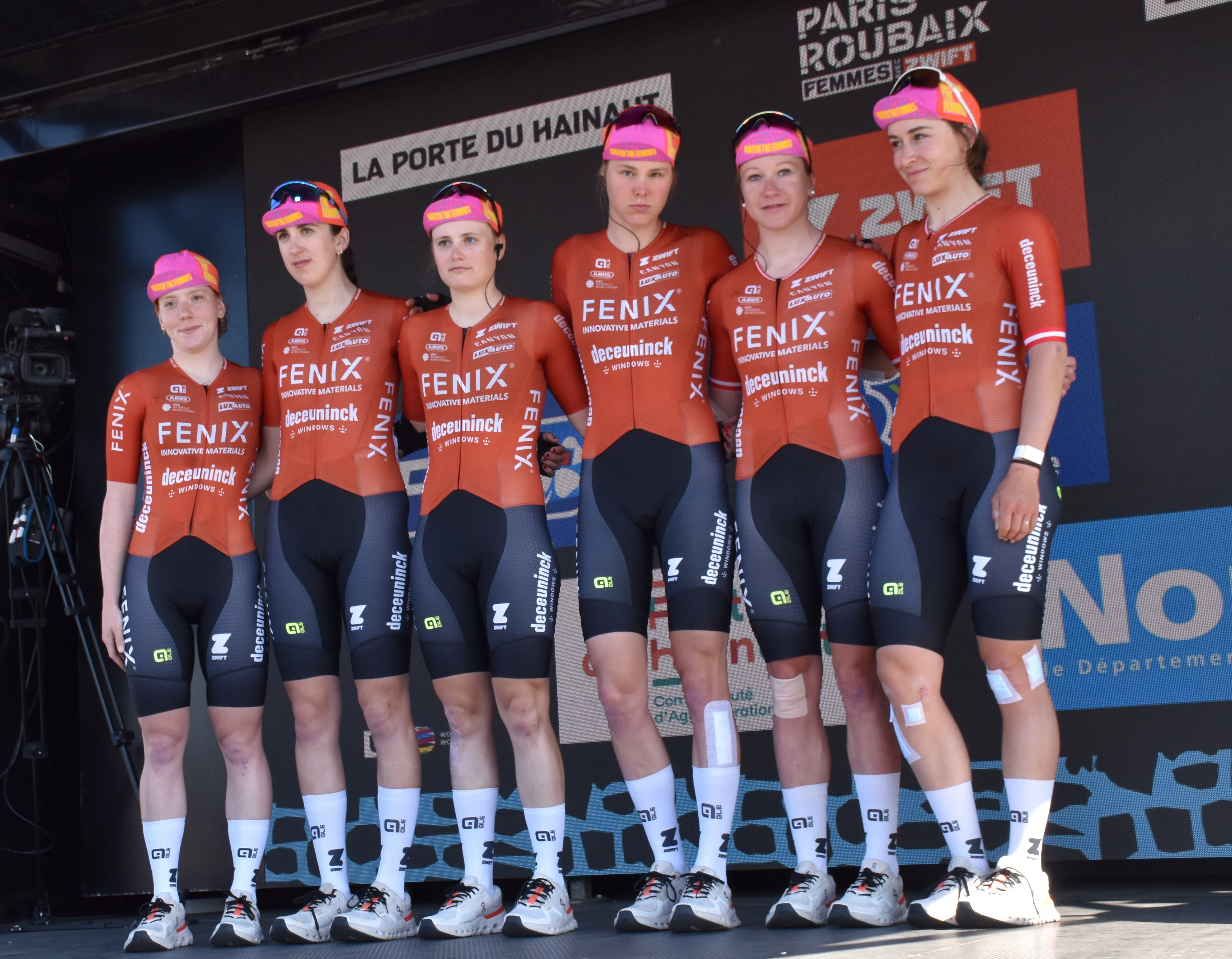
Paris-Roubaix 2025 - Présentation.

L'équipe cycliste féminine Fenix-Deceuninck est une formation belge de niveau continental (2e division), créée en mai 2020,.
Constituée de vingt-deux coureuses, l'équipe compte l'effectif le plus large du peloton professionnel féminin, étant composée aussi bien de spécialistes du cyclo-cross que de spécialistes de la route.
Pour la saison 2025, l'équipe s'associe avec Natascha den Ouden pour soutenir son équipe juniors féminines NXTG Racing. Par ailleurs, elle recrute Annemiek van Vleuten en qualité de responsable de la performance.

## Classements UCI
Ce tableau présente les places de l'équipe au classement de l'Union cycliste internationale en fin de saison, ainsi que la meilleure cycliste au classement individuel de chaque saison.
| Classement UCI | Classement UCI         | Classement UCI                              | Classement UCI |
| Année          | Classement par équipes | Meilleure coureuse au classement individuel |                |
| -------------- | ---------------------- | ------------------------------------------- | -------------- |
| 2020           | 34e                    | Yara Kastelijn (142e)                       |                |
| 2021           | 40e                    | Yara Kastelijn (187e)                       |                |
| 2022           | 12e                    | Julie De Wilde (50e)                        |                |
| 2023           | 9e                     | Christina Schweinberger (12e)               |                |
| 2024           | 11e                    | Puck Pieterse (31e)                         |                |
|                |                        |                                             |                |
| Source : UCI   |                        |                                             |                |

Depuis 2021, l'équipe est également classée dans l'UCI World Tour féminin.
| UCI World Tour | UCI World Tour         | UCI World Tour                              | UCI World Tour |
| Année          | Classement par équipes | Meilleure coureuse au classement individuel |                |
| -------------- | ---------------------- | ------------------------------------------- | -------------- |
| 2021           | 21e                    | Yara Kastelijn (92e)                        |                |
| 2022           | 15e                    | Yara Kastelijn (47e)                        |                |
| 2023           | 10e                    | Christina Schweinberger (28e)               |                |
| 2024           | 9e                     | Pauliena Rooijakkers (13e)                  |                |
|                |                        |                                             |                |
| Source : UCI   |                        |                                             |                |

## L'équipe en 2025

### Effectif
| Effectif 2025              | Effectif 2025     | Effectif 2025 | Effectif 2025                            |
| Cycliste                   | Date de naissance | Pays          | Équipe précédente                        |
| -------------------------- | ----------------- | ------------- | ---------------------------------------- |
| Ceylin del Carmen Alvarado | 6 août 1998       | Pays-Bas      | Fenix-Deceuninck (2024)                  |
| Sara Casasola              | 29 novembre 1999  | Italie        | Hess Cycling Team (2024)                 |
| Millie Couzens             | 29 octobre 2003   | Royaume-Uni   |                                          |
| Julie De Wilde             | 8 décembre 2002   | Belgique      | Fenix-Deceuninck (2023)                  |
| Yara Kastelijn             | 9 août 1997       | Pays-Bas      | Fenix-Deceuninck (2023)                  |
| Puck Pieterse              | 13 mai 2002       | Pays-Bas      | Fenix-Deceuninck (2023)                  |
| Pauliena Rooijakkers       | 12 mai 1993       | Pays-Bas      | Canyon-SRAM Racing (2023)                |
| Carina Schrempf            | 16 octobre 1994   | Autriche      |                                          |
| Christina Schweinberger    | 29 octobre 1996   | Autriche      | Multum Accountants (2022)                |
| Marthe Truyen              | 30 septembre 1999 | Belgique      | Fenix-Deceuninck (2023)                  |
| Aniek van Alphen           | 1 février 1999    | Pays-Bas      | Fenix-Deceuninck Continental (2023)      |
| Xaydée Van Sinaey          | 16 mai 2005       | Belgique      | Fenix-Deceuninck Development Team (2024) |
| Cecilia van Zuthem         | 27 novembre 2003  | Pays-Bas      | WV Schijndel (2022)                      |
| Annemarie Worst            | 19 décembre 1995  | Pays-Bas      |                                          |
| Inge van der Heijden       | 12 août 1999      | Pays-Bas      | Fenix-Deceuninck (2023)                  |
| Flora Perkins              | 16 septembre 2003 | Royaume-Uni   | Fenix-Deceuninck Continental (2023)      |
| Evy Kuijpers               | 15 février 1995   | Pays-Bas      | Human Powered Health (2022)              |
|                            |                   |               |                                          |
| Source : ProCyclingStats   |                   |               |                                          |

### Victoires
| Victoires | Victoires | Victoires | Victoires | Victoires | Victoires |
| Date      | Course    | Pays      | Classe    | Vainqueur |           |
| --------- | --------- | --------- | --------- | --------- | --------- |

## Saisons précédentes
- Fenix-Deceuninck en 2023